# I Know My Love
"I Know My Love" er en traditionel irsk sang, som kendes fra mindst tilbage fra 1922. Den handler om en kvindes kærlighed for "an arrant rover" og hendes jalousi på hans anden kvinde.
Burl Ives lavede en tidlige indspilning af sangen d. 3. marts 1941 på hans debutalbum Okeh Presents the Wayfaring Stranger.
Den er bedst kendt som en af folkemusikgruppen The Chieftains' singler, der blev udgivet i 1999 på deres meget roste album Tears of Stone.
James Yorkston and the Athletes indspillede også en version af sangen på albummet Moving Up Country. Liz Madden inspillede en ny version på hendes album My Irish Home fra 2010. Colin Wilkie og Shirley Hart indspillede en version på deres album Songs of Mother Ireland. Andre kunstnere, som har indspillet sangen, inkluderer Pete Seeger, The Clancy Brothers, Seamus Kennedy og Salli Terri.

## The Chieftains
The Chieftains' version blev indspillet med en gæsteoptræden af folkrockgruppen The Corrs i 1997 da The Corrs arbejdede på deres tredje album Talk on Corners. Da den blev udgivet var The Corrs på toppen af deres karriere. Nummeret var senere med på deres opsamlingsalbum Dreams: The Ultimate Corrs Collection fra 2006.

### Spor
- Europe/Mexico CD Single

1. "I Know My Love (Radio edit)" – 3:11
2. "I Know My Love" – 3:51

- UK CD Single

1. "I Know My Love (Youth Rhythm Remix)"
2. "I Know My Love (Extended Remix)"
3. "Tears of Stone"